# Stadio Cosimo Puttilli
Das Stadio Cosimo Puttilli ist ein Fußballstadion mit Leichtathletikanlage in der italienischen Stadt Barletta, Region Apulien. Es ist die Heimspielstätte des Fußballclubs ASD Barletta 1922. Die Anlage hat ein Fassungsvermögen von 3.998 Zuschauern.

## Geschichte
Das Stadion wurde 1970 mit dem Spiel zwischen Barletta und einem kleinen Dorfverein aus der Umgebung offiziell eröffnet. Im Jahr 1987 musste das Stadion aufgrund eines Aufstieges in die fünfthöchste Spielklasse Italiens an die dort geltenden Standards angepasst werden. Um einem Zwangsabstieg zu entgehen, wurden die benötigten Gelder bewilligt, die den 1922 gegründeten Verein 1995 in die Pleite trieben. Der Verein wurde 1995 neugegründet und mehrmals umbenannt. 2015 folgte eine weitere Neugründung unter dem heutigen Namen ASD Barletta 1922. Der Verein spielt in der Eccellenza, der fünfthöchsten Liga des Landes. 
Anlässlich der Mittelmeerspiele 1997 in der apulischen Hauptstadt Bari fanden Spiele des Fußballturniers im Stadion von Barletta statt.

## Cosimo Puttilli
Der Namensgeber Cosimo Puttilli wurde in Barletta geboren und wurde 1938 und 1947 italienischer Meister im 50-km-Gehen. Der Stadionname wurde seit der Erbauung nicht verändert.